# Włodzimierz (stacja kolejowa)
Włodzimierz (ros. Владимир) – stacja kolejowa w miejscowości Włodzimierz, w obwodzie włodzimierskim, w Rosji. Położona jest na nowym szlaku Kolei Transsyberyjskiej.

## Historia
Stacja powstała w czasach carskich na linii Moskwa – Niżny Nowogród, pomiędzy stacjami Kołoksza i Bogolubowo.